# Elecciones parlamentarias de Islandia de 1949
Las elecciones parlamentarias de Islandia fueron realizadas entre el 23 y 24 de octubre de 1949. El Partido de la Independencia se posicionó como el partido político más grande de la Cámara Baja del Alþingi, ganando 13 de los 35 escaños.

## Resultados
| Partido                                      | Votos  | %    | Cámara Baja | Cámara Baja | Cámara Alta | Cámara Alta |
| Partido                                      | Votos  | %    | Escaños     | +/–         | Escaños     | +/–         |
| -------------------------------------------- | ------ | ---- | ----------- | ----------- | ----------- | ----------- |
| Partido de la Independencia                  | 28.546 | 39.5 | 13          | 0           | 6           | –1          |
| Partido Progresista                          | 17.659 | 24.5 | 11          | +2          | 6           | +2          |
| Partido de Unidad Popular-Partido Socialista | 14.077 | 19.5 | 6           | –1          | 3           | 0           |
| Partido Socialdemócrata                      | 11.937 | 16.5 | 5           | –1          | 2           | –1          |
| Votos en blanco/nulos                        | 1.213  | –    | –           | –           | –           | –           |
| Total                                        | 73.432 | 100  | 35          | 0           | 17          | 0           |
| Participación electoral                      | 82.481 | 89.0 | –           | –           | –           | –           |
| Fuente: Nohlen & Stöver                      |        |      |             |             |             |             |